# La Puerta (Catamarca)
La Puerta ist die Hauptstadt des Departamento Ambato in der Provinz Catamarca im Nordwesten Argentiniens. Der kleine Ort liegt auf einer Höhe von 873 Metern zu Füßen der Sierras de Ambato.

## Sehenswertes
- Iglesia de Nuestra Sra. del Rosario
- La Rinconada. Eine archäologische Fundstätte.
- Cueva de Cubas